# Benediktinerinnenabtei Jouques

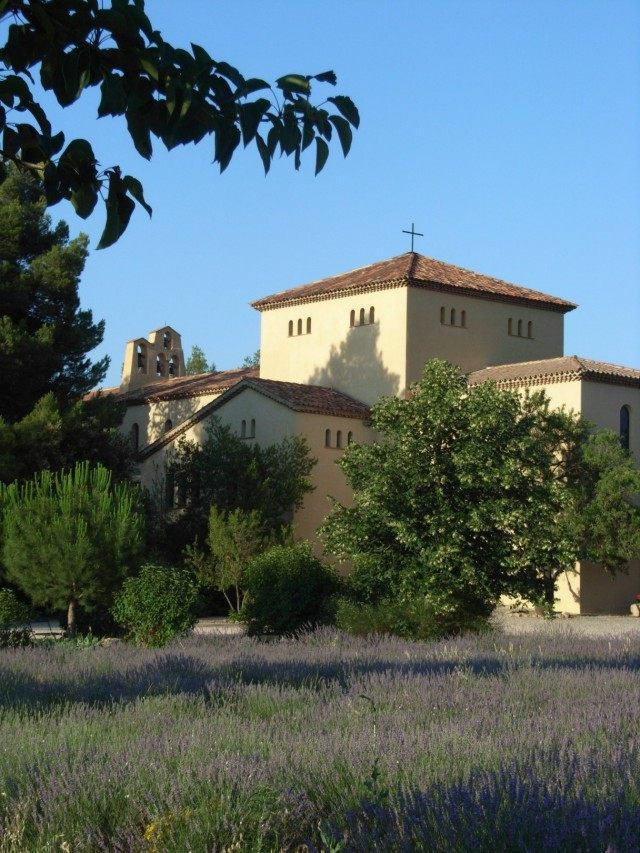
Abtei Jouques

Die Benediktinerinnenabtei Jouques (franz. Abbaye Notre-Dame-de-Fidélité à Jouques) ist ein Kloster der Benediktinerinnen in Jouques im Arrondissement Aix-en-Provence, Département Bouches-du-Rhône in Frankreich und besteht seit 1967.

## Geschichte
Die 1816 von Louise-Adélaïde de Bourbon-Condé in Paris gegründeten Benediktinerinnen vom Allerheiligsten (Bénédictines du Saint Sacrement), die seit 1951 in Vauhallan (Abtei Saint-Louis-du-Temple de Limon-Vauhallan) ansässig waren, gründeten 1967 auf halbem Wege zwischen Aix-en-Provence und Manosque bei Jouques auf einem Plateau über der Durance das Tochterkloster Notre Dame de Fidélité (Maria Treue), dessen Kirche 1969 eingeweiht wurde. 1970 wurde ein Noviziat eingerichtet. 1981 wurde das Kloster zur Abtei erhoben. Es kam zu den Tochtergründungen Notre-Dame de Miséricorde (Maria Barmherzigkeit) in Rosans im Département Hautes-Alpes (1991) und Notre-Dame de l’Écoute (Maria Hörerin) in Natitingou im Benin (2005). Die Abtei beherbergt derzeit 45 Schwestern.
Der Dokumentarfilm Leur souffle von Cécile Besnault und Ivan Marchika (2018) hat den Konvent von Jouques zum Thema.

## Äbtissinnen
- 1981–2011 Gabrielle de Trudon († 2015)
- 2011–2013 Teresa Dardaine
- 2013–2017 Marie Monique Guttin (Priorin)
- 2017–0000 Marie Monique Guttin (Äbtissin)